# Victor Laus
Victor Luiz dos Santos Laus CavMM (Joaçaba) é um magistrado brasileiro. É desembargador do Tribunal Regional Federal da 4ª Região (TRF4), servindo como seu presidente de 2019 a 2021.

## Biografia
Descendente de alemães e portugueses formado em direito pela Universidade Federal de Santa Catarina (UFSC), é especialista em Direito Público e Processual Civil. Trabalhou como promotor de Justiça antes de assumir o cargo de procurador da República. Ocupa a vaga pelo quinto constitucional do Ministério Público Federal.
Em janeiro de 2018, participou do julgamento que condenou o ex-presidente Luiz Inácio Lula da Silva a 12 anos e 1 mês de prisão.
Laus é considerado um "garantista". De acordo com a revista Veja, o magistrado "não admite condenar ninguém se tiver dúvida, ainda que mínima, sobre a culpa do suspeito. Diz que, se houver qualquer incerteza, deve absolver." A revista também ressaltou que Laus costuma "seguir à risca os parâmetros estabelecidos pelos tribunais de Brasília. Independentemente de sua posição pessoal, Laus passou a adotar a prisão após condenação em segunda instância […]."
Em 2020, Laus foi condecorado pelo general Fernando Azevedo e Silva, então Ministro da Defesa, à Ordem do Mérito Militar no grau de Cavaleiro especial.